# Вибух у Нью-Йорку (2017)
11 грудня 2017 року, у понеділок, біля станції метро та Port Authority Bus Terminal (Мідтаун, Нью-Йорк) частково була підірвана саморобна трубна бомба. Госпіталізовано було чотирьох осіб, включаючи підозрюваного. Мер міста Білл де Блазіо описав подію як «спробу терористичної атаки». Поліція ідентифікувала підривника як 27-річного Акаїд Уллах, емігранта з Бангладешу.

## Подія
Приблизно о 7:20 ранку, у годину пік, саморобна трубна бомба була частково підірвана на станції Нью-Йоркського метрополітену (Таймс-Сквер — 42-га вулиця). Підозрюваний був госпіталізований до лікарні Белвью. Усього зазнали травм різних тяжкостей чотири людини. За словами комісара міського пожежного управління, підозрюваний отримав опіки на руках і тулубі, тоді як інші скаржились на шум у вухах і головні болі. Вибух призвів до серйозного порушення в роботі метрополітену впродовж декількох годин, що призвело незначного падіння пасажиропотоку.

## Підозрюваний
Після інциденту Департамент поліції штату Нью-Йорк заарештував «потенційного самогубця», озброєного саморобною бомбою, наповненою цукром, різдвяними петардами та акумуляторами. Підривником був 27-річний житель Брукліна Акаїд Уллах. 21 лютого 2011 року Уллах прибув до Сполучених Штатів та є її постійним жителем. Його дядя отримав лотерейну візу, яка дозволила йому привезти Уллаха до США відповідно до положень про возз'єднання сім'ї Акту про імміграцію та громадянство 1965 року.
Через рік після приїзду до США його батько помер. Після цього він став послідовником салафізму та тиснув на свою сім'ю, щоб вони молилися та стали послідовниками консервативної релігійної течії як і він. До еміграції сім'я Уллаха жила в Бангладеші, де зберігала книги Мухаммеда Джасімуддіна Рахмані, духовного лідера екстреміської групи Ansarullah Bangla Team, пов'язаної з терористичною організацією Аль-Каїда на Індійському субконтиненті. Уллах також написав рукописні нотатки у своєму паспорті «O AMERICA, DIE IN YOUR RAGE» (укр. О, Америка, помри від своєї люті). З березня 2012 року до березня 2015 року мав ліценцію водія таксі. Уллах також розмістив попередження у Фейсбуці: «Трамп ти не зміг захистити націю від нападу». Прокурори стверджують, що після вибуху він сказав поліції, що це було зроблено для Ісламської держави.
Після допиту Уллах пояснив, що він «слідував Ісламській Державі в Інтернеті та читав журнал „Inspire“». За допомогою онлайнових інструкцій він дізнався, як зробити вибуховий пристрій. Згідно з інформацією співробітників правоохоронних органів «CNN» повідомляє, що за словами Уллаха це була відповідь на недавні ізраїльські дії в Газі. Проте «Ассошіейтед прес» повідомляє, що Уллах відплатив за військову агресію США. Він також домагався відплати за напад американських повітряних сил на Ісламську державу в Сирії та інших місцях. Згідно з інформацією співробітників правоохоронних органів, що зазначено в «Нью-Йорк Таймс», Уллах обрав Таймс-Сквер завдяки різдвяній рекламній кампанії.
Уллах інколи відвідував Masjid Nur Al Islam, мечеті в Кенсінгтоні (Бруклін), яка була розміщена у списку «Мечетей інтересів» (також чотири мечеті перебувають у списку «Найнебезпечніші») у відділі розвідки Нью-Йоркської поліції у 2004 році.

## Судове провадження
Підозрюваному було пред'явлено обвинувачення у володінні холодною зброєю, створенні терористичні загрози та підтримку тероризму.

## Реакція
Президент Дональд Трамп сказав: «Останнім часом у Ньо-Йорку відбулися дві терористичні атаки, що були сплановані іноземними громадянами, що мали грінкартки. Перший зловмисник виграв візову лотерею, а інший використав ланцюгову міграцію.» Він закликав припинити видавати іммігрантам ці візи та зробив аналогічну заяву після 31 жовтня 2017 року, коли відбувся напад на грузовику в Нижньому Мангеттені.
Консульство Бангладеша в Нью-Йорке засудило напад. Бангладеш-американці в Нью-Йорку засудили напад та висунули пропозицію щодо припинення ланцюгової міграції до Трампа. Правоохоронні органи Бангладешу з питань боротьби з тероризмом заявила, що вони не знайшли зв'язку між Уллахом та внутрішніми терористичними групами в Бангладеші. Також вони сказали, що після нападу спостерігає за членами сім'ї Уллаха.